# Квашеный кизил
Квашеный кизил — продукт из квашеных неспелых плодов съедобного кизила (лат. Córnus mas), известный в древнеримской и польской кухне. В Германии и Украине квашеный или солёный кизил называют «фальшивые оливки».

## Приготовление
Для приготовления квашеного кизила собирают полностью сформированные, но еще незрелые плоды, от зелёного до бледно-розового цвета. Их, так же, как и оливки или огурцы, кладут в бочки, наполненные крепким рассолом, приправляют лавровым листом и, в зависимости от рецепта, зелёным укропом или чабером. После квашения их также можно полить оливковым маслом. Квашеный кизил изготавливают и промышленным образом.
Квашеный кизил имеет высокую пищевую ценность.
Существуют рецепты маринованного кизила.

## История
В Древней Греции и Древнем Риме о приготовлении солений из плодов кизила в I веке нашей эры писали Колумелла и Диоскорид; позднее переводы их трудов по медицине вызвали некоторый интерес к квашеному кизилу в Англии XVII века.
Рецепты засоленного кизила описаны и в нескольких кулинарных книгах, изданных в Польше в начале XIX века, в том числе в анонимном руководстве «Способы изготовления мыла, свечей, уксусов, приправы для фруктов, соления и копчения мяса, выпечки хлеба, варки пива и изготовления крахмала», опубликованном во Львове в 1801 году. Квашеные плоды кизила использовали для замены оливок, на которые они были похожи по вкусу и внешнему виду. Это подтверждается рукописью 1782 года, в которой среди сведений о ягодах кизила указано, что «незрелые ягоды кизила кладут в блюда вместо оливок». Это блюдо было элементом придворной кухни Восточной Малопольши и Восточного Пограничья. Квашеный кизил добавляли в соусы, подаваемые к жареному мясу. Этнографическое интервью свидетельствует о том, что его готовили в усадьбе в Болестрашицах в первой половине XX века.
В 2008 году «Кизил подкарпатский квашеный» был включен в список традиционных продуктов польского Подкарпатского воеводства.